# Москович Вольф Абрамович
Вольф Абрамович Москович (нар.. 7 квітня 1936, Болград, Бесарабія) — радянський та ізраїльський філолог-славіст, лінгвіст та культуролог, педагог. Доктор філологічних наук (1971), директор відділення славістики Єврейського університету в Єрусалимі (з 1988 року), автор праць з славістики, діалектології слов'янських мов (російської та української), лексикографії їдишу, інформатики, культурологічних аспектів етнографічних груп євреїв (кримчаків, караїмів — разом з Борисом Туканом), питанням мовної акультурації та асиміляції іммігрантів.

## Життєпис
Вольф Москович народився 1936 року в південному бессарабському містечку Болград (тепер райцентр Болградського району Одеської області України), після закінчення німецько-радянської війни навчався у Чернівцях. У 1953 році вступив на арабське відділення Московського інституту сходознавства, після ліквідації інституту у 1954 році переведений до Чернівецького університету, який закінчив у 1958 році . Після закінчення інституту працював учителем у буковинському селі Нова Жадова, водночас почав публікувати наукові роботи у журналі «Питання мовознавства». У 1961 році вступив до аспірантури при Московському державному інституті іноземних мов, де в 1965 році захистив кандидатську дисертацію «Семантичне поле кольоропозначень (досвід типологічного дослідження семантичного поля)». У 1965—1974 роках працював завідувачем лабораторії інформаційних мов Державного комітету у справах винаходів та відкриттів при Раді Міністрів СРСР. Докторську дисертацію «Лексико-семантична система природної мови та інформаційні мови» захистив у ленінградському відділенні Інституту мовознавства Академії наук СРСР у 1971 році .
У Радянському Союзі займався проблемами комп'ютерної лінгвістики, інформаційного пошуку та машинного перекладу, брав участь у діалектологічних та етнографічних експедиціях, організованих Інститутом слов'янознавства та балканістики АН СРСР. З 1974 року — в Ізраїлі, працював на відділенні русистики Тель-Авівського університету, з 1976 року — на відділенні російських і слов'янських досліджень Єврейського університету в Єрусалимі, 1979 року одержав вчене звання професора. З 1988 до 2007 року — директор Дослідницького центру та відділення слов'янських мов та літератур при Єврейському університеті в Єрусалимі. З 1993 року — засновник та перший президент ізраїльської асоціації українських досліджень, віце-президент міжнародної асоціації українських досліджень. У 1990 і 2002 роках — президент ізраїльської асоціації славістів .
Почесний професор Лондонського університету, запрошений професор Оксфордського університету (1984—1986), професор Пенсільванського університету (Філадельфія, 1990—1992), почесний професор іудаїстики та славістики Торонтського університету (2002). Іноземний член Національної академії наук України (1992) та Російської академії природничих наук (2002). Нагороджений золотою медаллю Інституту російської мови імені О. С. Пушкіна (2002). Головний редактор наукової серії «Jews And Slavs — Євреї та слов'яни» (17 томів, 1993—2006, Єрусалим).
Серед іншого опублікував любовне листування гетьмана Івана Мазепи (Jews And Slavs, т. 14, 2004).
З 1979 по 1989 рік Вольф Москович був заступником головного редактора лексикографічного проєкту Великого словника єврейської (їдиш) мови, а з 1998 року — президентом «Велтрат Фар Ідіш Ун Ідішер Култур» — Всесвітньої Ради їдишу та єврейської культури (на їдиші); викладав інтенсивний курс їдишу на літніх виїзних семінарах, організованих радою. З 1998 року — голова єрусалимського відділення проєкту EYDES з оцифрування діалектологічного матеріалу ідишу при Дюссельдорфському університеті. Член правління національної інстанції у справах їдишу при Кнесеті .

## Книги
- Проблемы лингвостатистики и автоматизации лингвистической работы (тт. 1—6, главный редактор). Наука: Москва, 1967—1974.
- Статистика и семантика. Наука: Москва, 1969.
- Методология составления словарей для машинного перевода. Патент: Москва, 1970.
- Информационные языки. Наука: Москва, 1971.
- Словарь ключевых слов международной патентной классификации (в двух томах). Москва, 1972.
- Rising to the Challenge: Israel and the Absorption of Soviet Jews (Принимая вызов: Израиль и интеграция советских евреев). Institute of Jewish Affairs: Лондон, 1990.
- Словарь новых политических терминов России периода перестройки и постперестройки (в двух томах). Филадельфия, 1992.
- Евреи России — иммигранты Франции: Очерки о русской эмиграции. Под редакцией В. Московича, В. Хазана и С. Брейар. Гешарим—Мосты культуры: Москва—Париж—Иерусалим, 2000.
- Jews In Slavic Culture (в серии Slavonic and East European Review, т. 82), под редакцией W. Moskovich, O. Luthar и S. Schwarzband. Modern Humanities Research Association: Лондон, 2004.
- Хазары (Серия Bibliotheca Judaica, совм. с В. Петрухиным и А. Федорчуком). Мосты культуры — Гешарим: Москва—Иерусалим, 2005.
- Кенааниты: Евреи в средневековом славянском мире. Под редакцией Вольфа Московича, Абрама Торпусмана и Михаила Членова. М.: Мосты культуры, 2014.

## На честь Вольфа Московича
- Quadrivium . Festschrift in Honour of Professor Wolf Moskovich. За редакцією M. Taube, R. Timenchik та S. Schwarzband. Center for Study of Slavic Languages and Literatures, Hebrew University: Єрусалим, 2006.